# 시카고 교통국

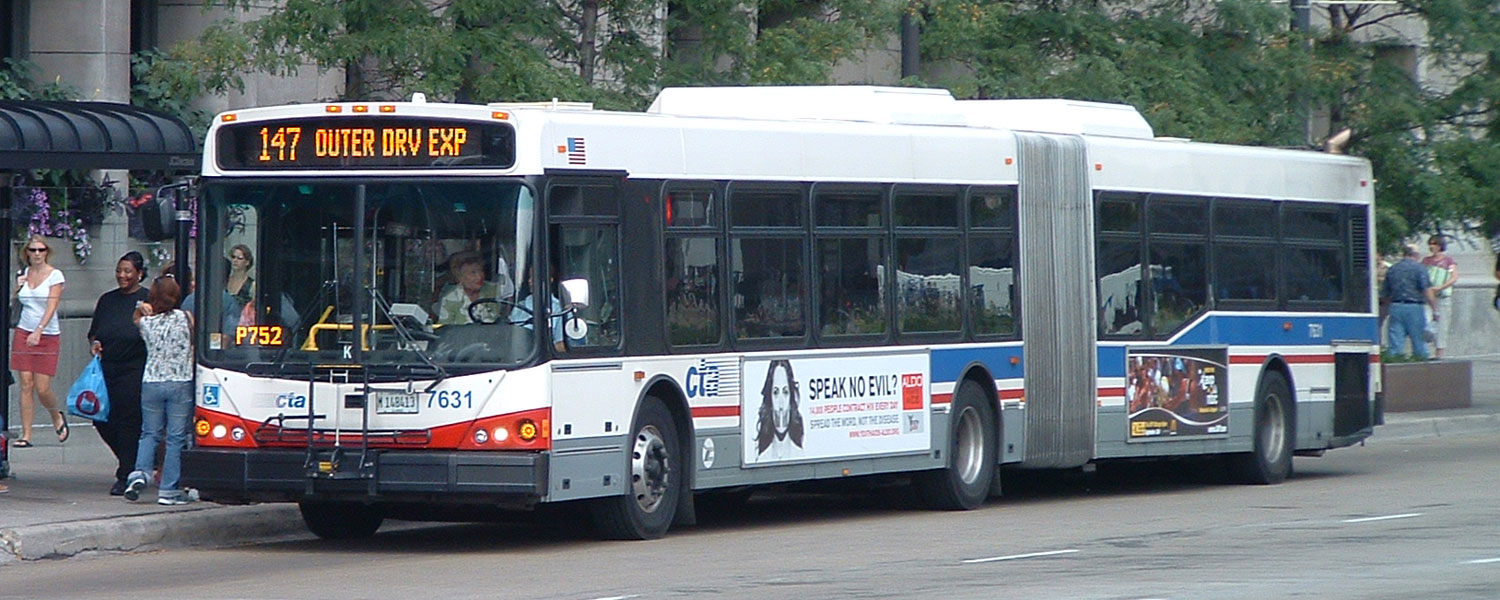

시티에이(CTA)는 시카고 교통국 (Chicago Transit Authority)의 약자로, 미국 일리노이주 시카고와 인근 지역을 다니는 버스와 전철 등을 운영하는 곳이다.
시티에이 마크가 붙은 버스와 전철, 그리고 장거리 버스인 페이스(Pace)가 있는데, 시카고 카드 및 시카고 카드 플러스를 비롯한 교통 카드를 가지고 있는 경우, 이들 사이의 환승시 할인 혜택을 받는다. 처음 승차할 때에는 미화 1달러 75센트, 두 시간 이내에 두 번째로 탈 때에는 25센트가 추가되고, 최초 승차로부터 두시간 이내에 세 번째로 탈 경우에는 무료이다. 그러나 두 시간이 지나거나, 4회 이상 승차할 경우에는 요금이 추가로 부담된다. 현금 승차도 가능한데, 1달러 지폐와 모든 종류의 동전을 쓸 수 있다.
아래에 있는 공식 홈페이지에서는, 시카고와 인근 지역들을 여행할 때에 미리 여행계획을 쉽게 세울 수 있는 여행계획도우미(trip planner), 운행 일정과 교통지도를 볼 수 있다. 전철은 주로 제 시간에 운영을 하는 경우가 많으나, 버스는 교통 체증 등의 이유로 늦게 운영되는 경우가 종종 있으니 주의가 필요하다.

## 같이 보기
- 시카고 L
- 시카고의 교통